# Kwietniki
Kwietniki (niem. Blumenau) – wieś w Polsce położona w województwie dolnośląskim, w powiecie jaworskim, w gminie Paszowice, na Pogórzu Kaczawskim (Pogórzu Złotoryjskim) w Sudetach.

## Podział administracyjny
W latach 1975–1998 miejscowość administracyjnie należała do województwa legnickiego.

## Zabytki
Do wojewódzkiego rejestru zabytków wpisane są obiekty:
- barokowy kościół pw. św. Józefa, z XIV w., przebudowany w XV w. i w XVIII w.
- cmentarz
- park
- spichlerz z 1830 r.